# Gypsy Heart
Gypsy Heart (Corazón gitano) es el cuarto álbum de estudio de Colbie Caillat, lanzado el 30 de septiembre de 2014 en Estados Unidos por Universal Republic.
El primer sencillo del álbum es "Try", que se puso a la venta simultáneamente en formato digital junto a un EP llamado Gypsy Heart (Side A) que contenía las cinco primeras canciones del álbum.

## Lista de canciones[1]
| N.º | Título                            | Escritor(es)                                                            | Duración |  |
| 1.  | «Live It Up»                      | Colbie Caillat, Johan Carlsson, Ross Golan                              | 3:34     |  |
| 2.  | «Blaze»                           | Colbie Caillat, Jason Reeves, David Hodges                              | 3:07     |  |
| 3.  | «If You Love Me Let Me Go»        | Colbie Caillat, Julian Bunetta, John Ryan & Jamie Scott                 | 3:41     |  |
| 4.  | «Try»                             | Colbie Caillat, Kenneth "Babyface" Edmonds, Jason Reeves, Antonio Dixon | 3:45     |  |
| 5.  | «Never Gonna Let You Down»        | Colbie Caillat, Kenneth "Babyface" Edmonds, Brett James & Jason Reeves  | 3:40     |  |
| 6.  | «Land Called Faraway»             | Colbie Caillat, Kenneth "Babyface" Edmonds                              | 4:47     |  |
| 7.  | «Nice Guys»                       |                                                                         | 3:18     |  |
| 8.  | «Floodgates»                      |                                                                         | 3:40     |  |
| 9.  | «Just Like That»                  | Colbie Caillat, Kenneth "Babyface" Edmonds, Daryl Simmons               | 3:42     |  |
| 10. | «Break Free»                      |                                                                         | 3:33     |  |
| 11. | «Never Getting Over You»          |                                                                         | 3:28     |  |
| 12. | «Bigger Love»                     |                                                                         | 3:58     |  |
| 13. | «Him Or You (iTunes Bonus Track)» |                                                                         | 3:47     |  |